# Curucispora ponapensis
Curucispora ponapensis är en svampart som beskrevs av Matsush. 1981. Curucispora ponapensis ingår i släktet Curucispora, divisionen sporsäcksvampar och riket svampar.   Inga underarter finns listade i Catalogue of Life.